# بریکینگ بد (فصل ۳)
فصل سوم مجموعه تلویزیونی درام آمریکایی بریکینگ بد از ۲۱ مارس ۲۰۱۰ آغاز شد و در ۱۳ ژوئن ۲۰۱۰ پایان یافت. این فصل شامل ۱۳ قسمت بود که طول هر کدام ۴۷ دقیقه بود. این فصل در ساعت ۱۰ بعد از ظهر یکشنبه‌ها از شبکه ای‌ام‌سی در آمریکا پخش شد. نسخه کامل فصل ۳ بر روی دی‌وی‌دی و بلوری در ۷ ژوئن ۲۰۱۱ منتشر شد.

## قسمت‌ها
| شم. کلی | شم. در فصل | عنوان          | کارگردان        | نویسنده                    | تاریخ انتشار اصلی | آمریکا تعداد بیننده (میلیون) |
| ------- | ---------- | -------------- | --------------- | -------------------------- | ----------------- | ---------------------------- |
| ۲۱      | ۱          | «بیشتر نه»     | برایان کرانستون | وینس گیلیگان               | ۲۱ مارس ۲۰۱۰      | ۱٫۹۵                         |
| ۲۲      | ۲          | «اسب بدون نام» | Adam Bernstein  | پتر گولد                   | ۲۸ مارس ۲۰۱۰      | ۱٫۵۵                         |
| ۲۳      | ۳          | «آی.اف.تی.»    | میشل مک‌لارن     | جرج ماستراس                | ۴ آوریل ۲۰۱۰      | ۱٫۳۳                         |
| ۲۴      | ۴          | «چراغ سبز»     | Scott Winant    | سم کاتلین                  | ۱۱ آوریل ۲۰۱۰     | ۱٫۴۶                         |
| ۲۵      | ۵          | «بیشتر»        | یوهان رنک       | مویرا ولی-بیکت             | ۱۸ آوریل ۲۰۱۰     | ۱٫۶۱                         |
| ۲۶      | ۶          | «غروب»         | جان شیبان       | جان شیبان                  | ۲۵ آوریل ۲۰۱۰     | ۱٫۶۴                         |
| ۲۷      | ۷          | «یک دقیقه»     | میشل مک‌لارن     | توماس اشنوز                | ۲ مه ۲۰۱۰         | ۱٫۵۲                         |
| ۲۸      | ۸          | «می‌بینمت»      | کالین باکسی     | جنیفر هاتچیسون             | ۹ مه ۲۰۱۰         | ۱٫۷۸                         |
| ۲۹      | ۹          | «کافکایی»      | مایکل اسلوویس   | پتر گولد و جرج ماستراس     | ۱۶ مه ۲۰۱۰        | ۱٫۶۱                         |
| ۳۰      | ۱۰         | «مگس»          | ریان جانسن      | سم کاتلین و مویرا ولی-بیکت | ۲۳ مه ۲۰۱۰        | ۱٫۲۰                         |
| ۳۱      | ۱۱         | «آبیکیو»       | میشل مک‌لارن     | جان شیبان و توماس اشنوز    | ۳۰ مه ۲۰۱۰        | ۱٫۳۲                         |
| ۳۲      | ۱۲         | «اقدامات ناقص» | Adam Bernstein  | سم کاتلین و پتر گولد       | ۶ ژوئن ۲۰۱۰       | ۱٫۱۹                         |
| ۳۳      | ۱۳         | «اقدام کامل»   | وینس گیلیگان    | وینس گیلیگان               | ۱۳ ژوئن ۲۰۱۰      | ۱٫۵۶                         |